# Odensala församling
Odensala församling var en församling i Uppsala stift och i Sigtuna kommun i Stockholms län. Församlingen uppgick 1998 i Husby-Ärlinghundra församling.

## Administrativ historik
Församlingen har medeltida ursprung.
Den 1 januari 1991 överfördes ett område med 175 personer till Husby-Ärlinghundra församling.
1998 uppgick denna församling i Husby-Ärlinghundra församling.

### Pastorat
- Medeltiden till 1972: Moderförsamling i pastoratet Odensala och Husby-Ärlinghundra.
- 1972 till 1998: Moderförsamling i pastoratet Odensala, Husby-Ärlinghundra, Lunda församling, Skepptuna församling och Vidbo församling

## Organister
| Ämbetstid | Namn | Levnadstid | Övrigt  |
| --------- | ---- | ---------- | ------- |
| 1964      | –    | –          | Vakant. |

## Kyrkor
- Odensala kyrka